# Bulbophyllum pipio
Bulbophyllum pipio är en orkidéart som beskrevs av Heinrich Gustav Reichenbach. Bulbophyllum pipio ingår i släktet Bulbophyllum och familjen orkidéer. Inga underarter finns listade i Catalogue of Life.

## Bildgalleri

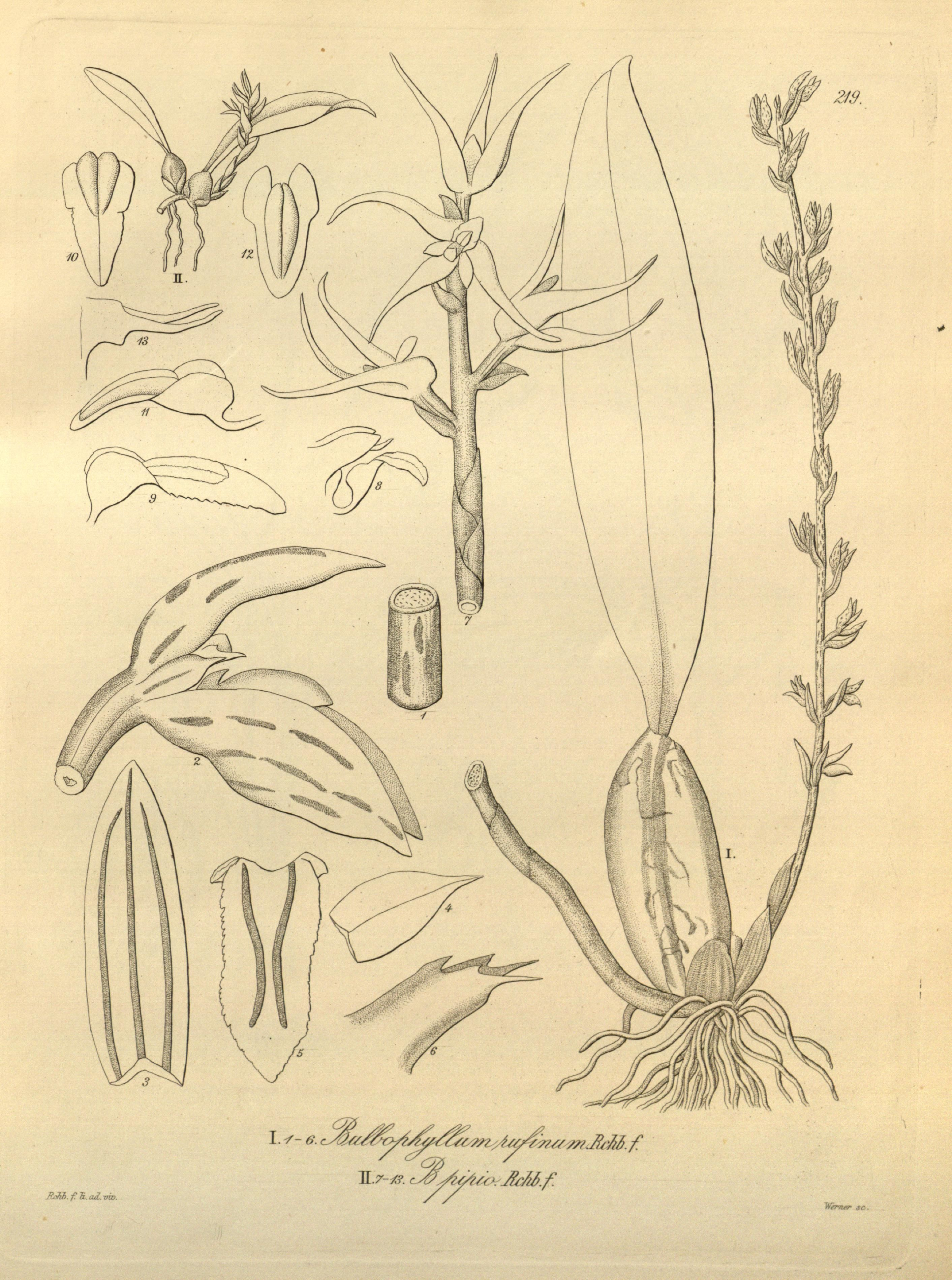